# Downer Glacier (glaciär i Antarktis)
Downer Glacier är en glaciär i Antarktis. Den ligger i Östantarktis. Australien gör anspråk på området. Downer Glacier ligger 72 meter över havet.
Terrängen runt Downer Glacier är platt åt nordost, men åt sydväst är den kuperad. Trakten är obefolkad. Det finns inga samhällen i närheten.